# Сакердос Лионский
Сакердос (Сердо) Лионский  (фр. Sacerdos), (487—551 или 552, Париж) — епископ Лиона (после 538—551/552), раннехристианский католический святой. Память 11 сентября (по григорианскому календарю).

## Биография
Святой Сакердос (во французском произношении — Сердо), двадцать седьмой епископ Лионский, был сыном Рустика Лионского. Поначалу Сакердос служил при дворе и был женат. После 538 года (или 544 года) Сакердос возглавил епархию Лиона, сменив здесь скончавшегося епископа Леонтия. В городе он воздвиг два храма. Первый в честь святого Павла, второй в честь святой Евлалии, позднее упоминающийся в хрониках как храм святого Георгия.
Сакердос руководил Орлеанским собором 549 года. Перед смертью, святой Сакердос попросил короля династии Меровингов Хильдеберта I назначить епископом Лионским своего племянника, святого Никиту (фр. Nicetius — Низье).
Святой Сакердос умер во время церковного собора в Париже в 551 году и был погребён в Лионе, в церкви, имевшей тогда название Апостольской. В настоящее время эта церковь носит имя святого Низье.
Биография Сакердоса сохранилась лишь частично.